# 小竹里
小竹里，為臺灣南部於清治時期的一個行政區劃，其範圍約包括今天的高雄市大寮區全境、林園區大部分地區以及大樹區南部。
小竹里後來分拆為小竹上里、小竹下里。

## 歷史
昔日，鳳山縣境內有「東小竹，西鳳山」之稱譽。小竹的由來，指鳳山的前港，即前鎮至鳳山的道路上，有一條小小溪流（現今的鳳山溪），溪上架設有一座竹橋，當地就以「竹橋」為地名。又因鳳山縣境內有兩座竹橋，故以大、小竹橋區別之。此小竹橋涵蓋今大寮區全境、林園區大部分及大樹區南端（詳見《台灣府志》）。
曹永和在〈鄭氏時代之台灣墾殖〉中指出，鄭氏時代已有興隆里、鳳山里、大竹里、小竹里、旗後街等地。依清代《鳳山縣采訪冊》記載：小竹里，在縣治東方，距城五里，轄莊九十五。東以下淡水溪與港西里分界，西以鳳山與鳳山里分界，南以西溪中港（即現今中芸-西溪間）與海分界，北以大樹腳溝與觀音里分界。里內東西相距10里，南北相距35里，積方350里。人民5956戶，男18946丁，女16672口。
轄內位於現今林園區有：林內莊、潭頭莊、中厝莊、後厝莊、溪洲莊、灣仔內、中港莊、西溪莊、半廍莊、後大厝、罟仔寮、山腳莊、大湖莊、濫尾莊、瓦窰溝、三張廍、王公廟、林內仔、檨仔林、頂厝莊、內厝莊、二阬莊、頂嵌仔、港仔埔、港仔嘴、林內莊、廍邊莊、頂林仔邊街、頂林仔邊、牛埔內、頂溝墘、下溝墘、韮菜園、牛埔莊、中芸莊、中線莊、五塊厝、苦楝腳、柚仔腳、椰樹莊、田中央、溪洲仔等四十二莊。今屬林園區的中坑門當時歸屬鳳山里。
其餘五十三莊分布在現今大樹區和大寮區，計有前莊、中莊、後莊、山仔頂、岡山仔、翁公園、洪厝埕、洲仔藔、內埔仔、九曲塘、新山腳、磚仔窰、井仔腳、井仔湖、竹仔藔、大坪頂、小坪頂、龍目井、大邱園、中阬莊、新公館、烏瓦窰、大樹腳、磨新厝、番仔樓、新厝莊、大洲莊、頭前溪、下考潭、大崎腳、考潭藔、芎蕉腳、中洲仔、大寮莊、潮洲藔、瑯岡莊、新莊仔、旂竿腳、湖底莊、坪仔頭、打鐵店、大竹圍、琉球仔、溪埔仔、灣仔店、獅公厝、赤嵌莊、南勢阬、竹崎莊、竹圍仔、溪埔藔、磚仔窰藔、中溪埔等。
小竹里對外交通出口港埠—中港，在小竹里，縣東南二十五里，源受中厝溪（源淡水溪下游分支西南行），南行過頂林仔邊溪，兼納下廍窟合流由中港入海，兩岸相距里許，深丈餘，商船便於出入。又載全邑港澳，凡二十八條，其中可通大船往來暫泊者，惟東、西、中三港。因此中港與東港、西港（旗後港，現今高雄港）因地理位置而名，為小竹里對外商港。
清治末期小竹里改制，分成小竹上里、小竹下里。